# آرامبگاما (۲)
آرامبگاما (به لاتین: Arambegama) یک منطقهٔ مسکونی در سری‌لانکا است که در استان مرکزی (سری‌لانکا) واقع شده‌است.